# Jacob Feld
Jacob Feld (* 3. März 1899 in Österreich-Ungarn; † 17. August 1975 in New York City/USA) war ein US-amerikanischer Bauingenieur, dessen Schwerpunkt in der Lehre und Forschung, insbesondere auf dem Gebiet der Erddrucktheorie lag.

## Leben
Feld, als Sohn von Israel Feld (1866–1936) und Gussie Harzoff Feld (1869–1938) geboren, übersiedelte seine Familie mit ihm 1906 nach New York in die Vereinigten Staaten.
Schon im Alter von 19 Jahren schloss er 1918 ein Studium am City College of New York mit einem Bachelorgrad ab. Danach wechselte er an die University of Cincinnati, wo er 1921 zunächst den Grad eines Master of Arts erlangte und schon 1922 mit einer Dissertation über experimentelle Erddruckermittlung promovierte, wo Jacob Feld jene von Terzaghi kritisch kommentierte.
Seine berufliche Karriere startete Feld 1923 zunächst bei der Turner Construction und wechselte danach zur Long Island Railroad, bevor er sich 1926 mit der Beratungsfirma Feld and Timoney selbständig machte, die er bis 1966 erfolgreich führte und danach in die Firma Kaminetzky & Cohen überführte, der er bis zu seinem Tod verbunden blieb. Im Rahmen dieser Tätigkeit begutachtete er zahlreiche Unglücksfälle wie z. B. auch das Versagen von Stützmauern an Bauwerken. Beratend war er beim Bau einer Teilstrecke der 6th Avenue Subway in New York beteiligt und federführend für die Tragsysteme des New York Coliseums (1928), des Guggenheim Museums, der Yonkers Raceway, des Lincoln Centers und des Hudson River Water Pollution Control Plant verantwortlich. Seit dieser Zeit zählten so renommierte Bauingenieure wie David B. Steinman und Henry C. Goldmark, Konstrukteur der Schleusen im Panamakanal, zu seinem Bekanntenkreis.
Aufgrund seiner beruflichen Tätigkeit und den schon in den ersten Jahren seiner dabei gefundenen beruflichen Erfahrungen veröffentlichte er 1928 eine Publikation zur Geschichtlichen Entwicklung der Erddrucktheorie im Besonderen und 1948 eine Arbeit zur Bodenmechanik im Allgemeinen. Dazu galt Feld ab Mitte der 1950er Jahre als Kapazität beim Bau von Radioteleskopen. Sein umfangreiches Wissen, das er sich als forensischer Gutachter bei Bauwerksunfällen angeeignet hatte, fasste er in zwei Monographien zusammen, die er 1964 und 1968 veröffentlichte. Zahlreiche Bauherren, Architekten und Ingenieure, sowie Institutionen wie Baufirmen, Baufinanzierer, Versicherungsgesellschaften und Kommunen zählten zu seinen Klienten. Desgleichen sicherten sich die US Air Force und das Highway Research Board Felds Dienste in beratender Funktion. Als Gastprofessor gab er Vorlesungen an der Purdue University, der Northwestern University und der North Carolina State University. Darüber hinaus engagierte er sich im Vorstand der Leitung des Technion in Haifa.
Feld war seit dem 26. Januar 1928 mit Ethel Gold verheiratet.

## Ehrungen
- Decorated Order of Merit (France), 1963.
- Recipient silver medal Society Encouragement Progress, France, 1966.
- Distinguished Engineering Alumnus award College City New York, 1969.
- Distinguished Engineering College Alumnus award University Cincinnati, 1969.
- Named Metropolitan Engineer of Year, American Society of Civil Engineers, 1956,
- Brooklyn Engineers Club, 1959.[1]
- Ehrendoktorwürde auf dem Gebiet der Rechtswissenschaft, City College of New York (1972)

## Schriften
- Feld, J. (1922). Measured retaining-wall pressure from sand and surcharge. Engineering News-Record 88 (3): 106–108.
- Feld, J. (1923). Lateral earth pressure: The accurate experimental determination of the lateral earth pressure together with a resume of previous experiments. Proceedings of the American Society of Civil Engineers, Bd. 43, No. 4, 603–660 (Discussion: No. 5, 1007–1025).
- Feld, J. (1928). History of the development of lateral earth pressure theories. In: Brooklyn Engineers’ Club Proceedings, January, 61–104
- Feld, J. (1948). Early history and bibliography of soil mechanics. Proc. of the Second Intern. Conf. on Soil Mechanics and Foundation Engineering, Bd. 1, 1–7. Rotterdam/Boston: A.A. Balkema.
- Feld, J. (1952/1953). A historical chapter: British royal engineers’s papers on soil mechanics and foundation engineering, 1837–1874. Géotechnique III (6): 242–247.
- Feld, J. (1957). Structural design study for a parabolic reflector six hundred feet in diameter. In: Annals of the New York Academy of Sciences, 155–276. New York: Academy of Sciences.
- Feld, J. (1964). Lessons from Failures of Concrete Structures. Detroit: American Concrete Institute.
- Feld, J. (1968). Construction Failure. New York: John Wiley & Sons, Inc.
- Feld, J. und Carper, K.L. (1997). Construction Failure. 2. Aufl. New York: John Wiley & Sons, Inc. ISBN 978-0-471-57477-4